# Yaojia Shuiku
Yaojia Shuiku (kinesiska: 姚家水库) är en reservoar i Kina. Den ligger i provinsen Jiangsu, i den östra delen av landet, omkring 63 kilometer sydost om provinshuvudstaden Nanjing. Yaojia Shuiku ligger 20 meter över havet. Arean är 1,7 kvadratkilometer. Trakten runt Yaojia Shuiku består till största delen av jordbruksmark. Den sträcker sig 3,1 kilometer i nord-sydlig riktning, och 1,4 kilometer i öst-västlig riktning.
Genomsnittlig årsnederbörd är 1 331 millimeter. Den regnigaste månaden är juli, med i genomsnitt 251 mm nederbörd, och den torraste är december, med 37 mm nederbörd.